# 요나시로 조지
요나시로 조지(일본어: 与那城 ジョージ, 1950년 11월 28일 ~ )는 일본의 전 축구 선수이다.

## 국가대표팀 경력
그는 1985년 FIFA 월드컵 예선에 참가할 일본 국가대표팀에 발탁되었으며, 10월 26일 대한민국와의 경기에서 데뷔했다. 그는 국제 A매치 통산 2경기에 출전했다.

## 통계
| 일본 | 일본 | 일본 |
| 연도 | 출전 | 득점 |
| ---- | ---- | ---- |
| 1985 | 2    | 0    |
| 통산 | 2    | 0    |